# Santa Mercedes
Santa Mercedes é um município brasileiro do estado de São Paulo. Sua população estimada em 2017 era de 2.945 habitantes. O município é formado pela sede e pelo distrito de Terra Nova d'Oeste.

## História

### Formação territorial-administrativa
Histórico da formação do município:
- Antigo povoado de Maripã.
- Distrito criado com a denominação de Santa Mercedes, no município de Paulicéia, pela Lei nº 233, de 24/12/1948.
- Município criado pela Lei nº 2.456, de 30/12/1953.

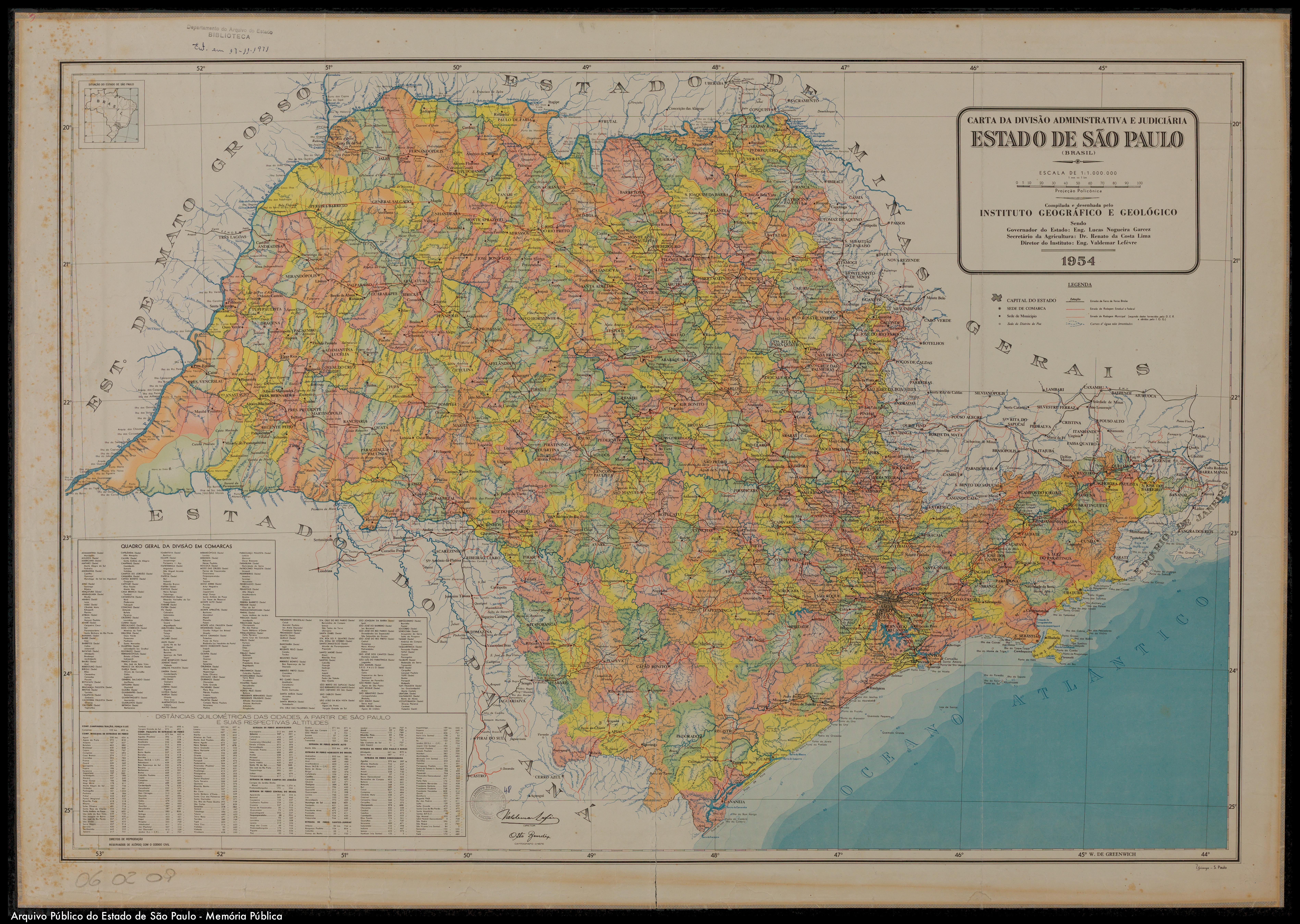
Estado de São Paulo (1953).

## Geografia
Localiza-se a uma latitude 21º21'03" sul e a uma longitude 51º45'19" oeste, estando a uma altitude de 351 metros.

### Hidrografia
- Ribeirão das Marrecas

### Rodovias
- SP-294

## Demografia
Dados do Censo - 2000
População total: 2.803
- Urbana: 2.231
- Rural: 572
- Homens: 1.420
- Mulheres: 1.383

Densidade demográfica (hab./km²): 16,79
Mortalidade infantil até 1 ano (por mil): 17,89
Expectativa de vida (anos): 70,18
Taxa de fecundidade (filhos por mulher): 3,09
Taxa de alfabetização: 81,38%
Índice de Desenvolvimento Humano (IDH-M): 0,741
- IDH-M Renda: 0,652
- IDH-M Longevidade: 0,753
- IDH-M Educação: 0,817

(Fonte: IPEADATA)

## Infraestrutura

### Comunicações
O sistema de telefones automáticos foi inaugurado na cidade em 1982 pela Telecomunicações de São Paulo (TELESP), que também implantou o sistema de discagem direta à distância (DDD) em 1986 com o código de área (0188). Anteriormente a cidade era atendida pela Cia. Telefônica Alta Paulista.
Na década de 90 o código DDD da cidade foi alterado para (018), para padronização do sistema telefônico com a telefonia celular que estava sendo implantada em todo o estado.

## Administração
- Prefeito: Valdir Verona (PSD) – 2025/2028
- Vice-prefeito: Edivaldo Donato Soares (UNIÃO)
- Presidente da câmara: Wesley Bianchi Corsino (Cidadania) – 2025/2026

## Religião
O Cristianismo se faz presente na cidade da seguinte forma:

### Igreja Católica
- A igreja faz parte da Diocese de Marília.[13]

### Igrejas Evangélicas
- Assembleia de Deus Ministério do Belém.[14][15]
- Congregação Cristã no Brasil.[16]
- Igreja Batista